# 青柳宏宜
青柳 宏宜（あおやぎ ひろのり）は、日本のアニメーション演出家。

## 略歴・人物
J.C.STAFFおよびスタジオコメットで制作進行を務め、その後数々の演出経歴を持つ。
別名義は「青柳 宏宣」。

## 作品リスト

### テレビアニメ
1998年
- 魔術士オーフェン（制作進行）

2002年
- ホイッスル!（2002年 - 2003年、絵コンテ）

2004年
- 陸奥圓明流外伝 修羅の刻（制作進行）
- マシュマロ通信（2004年 - 2005年、制作進行）

2005年
- ピーチガール（設定制作・絵コンテ）
- ローゼンメイデン・トロイメント（演出）
- アニマル横町（2005年 - 2006年、絵コンテ）
- 強殖装甲ガイバー（2005年 - 2006年、絵コンテ・演出）

2006年
- DEATH NOTE（2006年 - 2007年、演出）
- うたわれるもの（演出）
- NIGHT HEAD GENESIS（演出）
- RAY THE ANIMATION（絵コンテ）
- スーパーロボット大戦OG ディバイン・ウォーズ（2006年 - 2007年、演出）
- Gift 〜ギフト〜 eternal rainbow（絵コンテ）

2007年
- 瀬戸の花嫁（演出）
- デルトラクエスト（2007年 - 2008年、演出）
- 電脳コイル（演出）
- 大江戸ロケット（レイアウト演出）

2008年
- バトルスピリッツ 少年突破バシン（2008年 - 2009年、絵コンテ・演出）
- ヤッターマン（演出）
- イタズラなKiss（絵コンテ）
- 夏目友人帳（演出）

2009年
- グイン・サーガ（演出）
- WHITE ALBUM（絵コンテ・演出）
- 真マジンガー 衝撃! Z編（絵コンテ）

2010年
- 毎日かあさん（演出）
- セキレイ〜Pure Engagement〜（絵コンテ・演出）

2011年
- ほんとにあった!霊媒先生（絵コンテ・演出）
- ブレイド（演出）
- TIGER & BUNNY（演出）
- ファイ・ブレイン 神のパズル（2011年 - 2012年、演出）
- 遊☆戯☆王ZEXAL（2011年 - 2012年、演出）

2012年
- ファイ・ブレイン 神のパズル 第2シリーズ（絵コンテ・演出）
- お兄ちゃんだけど愛さえあれば関係ないよねっ（演出）

2013年
- 俺の彼女と幼なじみが修羅場すぎる（演出）
- 幕末義人伝 浪漫（演出）
- DD北斗の拳（演出）
- うたの☆プリンスさまっ♪ マジLOVE2000%（演出）
- ダンボール戦機WARS（演出）
- ダイヤのA（2013年 - 2014年、演出）

2014年
- 銀の匙 Silver Spoon（演出）
- メカクシティアクターズ（演出）
- ソードアート・オンラインII（演出）

2015年
- ローリング☆ガールズ（演出）
- 終わりのセラフ（演出）

2016年
- 甲鉄城のカバネリ（演出）
- 夏目友人帳 伍（演出）

2017年
- ベイブレードバースト（演出）
- エロマンガ先生（演出）
- Fate/Apocrypha（演出）

2018年
- はたらく細胞（演出）

2019年
- ジョジョの奇妙な冒険 黄金の風（演出）
- あんさんぶるスターズ!（絵コンテ・演出）

2021年
- ひぐらしのなく頃に業（演出）
- アイ★チュウ（演出）
- ひぐらしのなく頃に卒（演出）

2022年
- 異世界迷宮でハーレムを（助監督・演出）

2023年
- 永久少年 Eternal Boys（演出）
- AYAKA -あやか-（絵コンテ）

2024年
- 異修羅（演出）
- 狼と香辛料 MERCHANT MEETS THE WISE WOLF（演出）

### WEBアニメ
- 百夜玲瓏（2018年、監督）

### OVA
- 終わりのセラフ (2015年、監督)